# Elvis-film
Elvis-film kallas den kategori där samtliga spelfilmer av Elvis Presley ingår, samt två konsertfilmer.

## Bakgrund
1956 skriver Elvis kontrakt med filmbolag och spelar in sin första film; Love Me Tender. Han fortsätter sedan och spelar totalt in 31 stycken spelfilmer samt två konsertfilmer. Dessa filmer kom i folkmun att kallas "Elvis-filmer", det vill säga filmer med Elvis i huvudrollen.

## Elvis-filmer
1956:
- Duell i Texas/Love Me Tender

1957:
- Loving You
- Jailhouse Rock

1958:
- King Creole

1960:
- G.I. Blues
- Flaming Star

1961:
- Wild In The Country
- Blue Hawaii

1962:
- Follow That Dream
- Kid Galahad
- Girls! Girls! Girls!

1963:
- It Happened at the World's Fair
- Fun in Acapulco

1964:
- Kissin' Cousins
- Viva Las Vegas
- Roustabout

1965:
- Girl Happy
- Tickle Me
- Harem Holiday

1966:
- Frankie and Johnny
- Paradise, Hawaiian Style
- Spinout

1967:
- Easy Come, Easy Go
- Double Trouble
- Clambake

1968:
- Stay Away, Joe
- Speedway
- Live a Little, Love a Little

1969:
- Charro![1]
- The Trouble With Girls
- Change of Habit

1970:
- Elvis – That's the Way It Is (dokumentär)

1972:
- Elvis on Tour (dokumentär)